# Helena Noguerra
Helena Noguerra (Bruselas, 18 de mayo de 1969) es una actriz, cantante y presentadora de televisión belga de ascendencia portuguesa.

## Biografía
Es medio hermana de la cantante Lio, estuvo casada con el cantante y comediante Philippe Katerine. Tiene un hijo, Tanel Derard, nacido en 1991, quien es músico y modelo. Sus temas se han usado en publicidad o como canciones de cabecera de emisiones como Lunettes noires pour nuits blanches de Thierry Ardisson entre 1988 y 1990.
Interpreta los temas musicales Fly Me To The Moon y Mysterious Destiny en la banda sonora del videojuego Bayonetta.

## Filmografía
- 2002: Ah ! si j'étais riche
- 2004: Peau de cochon
- 2005: La boîte noire
- 2006: Dans Paris
- 2008: Peep-Show Heros (X-Plicit films)
- 2009: A Vida Privada de Salazar
- 2010: Los seductores
- 2013: Asesinato en... (France 3).
- 2014: Fiston

## Discografía
- 1988: Lunettes noires SP Carrère 14405 - 1.er 45 tours
- 1992: Rivière des anges CD maxi WEA 9031 77361 2
- 1996: Ollano de Marc Colin (Nouvelle Vague)
- 1999: Projet : bikini
- 2001: Azul
- 2004: Née dans la nature
- 2006: Bang
- 2006: Dillinger Girl & Baby Face Nelson dúo con Federico Pellegrini
- 2007: Fraise Vanille